# Österreichische Staatsmeisterschaften in Rhythmischer Gymnastik 2014

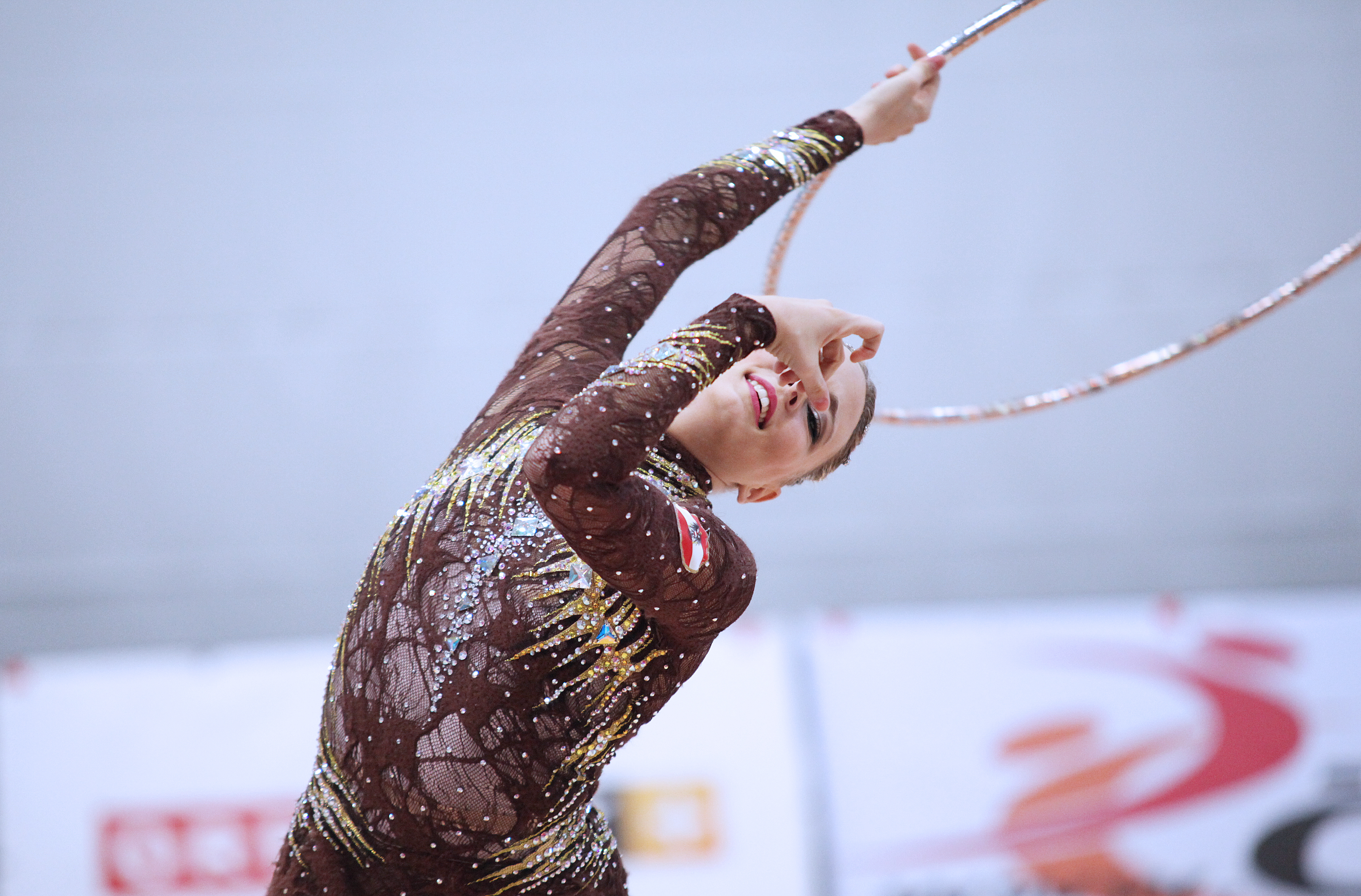
Nicol Ruprecht bei der Staatsmeisterschaft in Hard. Sie dominierte die Bewerbe und gewann alle Titel der Elite-Stufe.

Die Österreichischen Staatsmeisterschaften in Rhythmischer Gymnastik 2014 im Einzel fanden am 25. und 26. Oktober 2014 in Hard in der Sporthalle am See, die in der Gruppe fanden am 29. November 2014 in Korneuburg in der Sporthalle Korneuburg statt. Veranstalter war der Österreichische Fachverband für Turnen, die Ausrichter waren Vorarlberger Turnerschaft und ATUS Korneuburg.

## Einzel

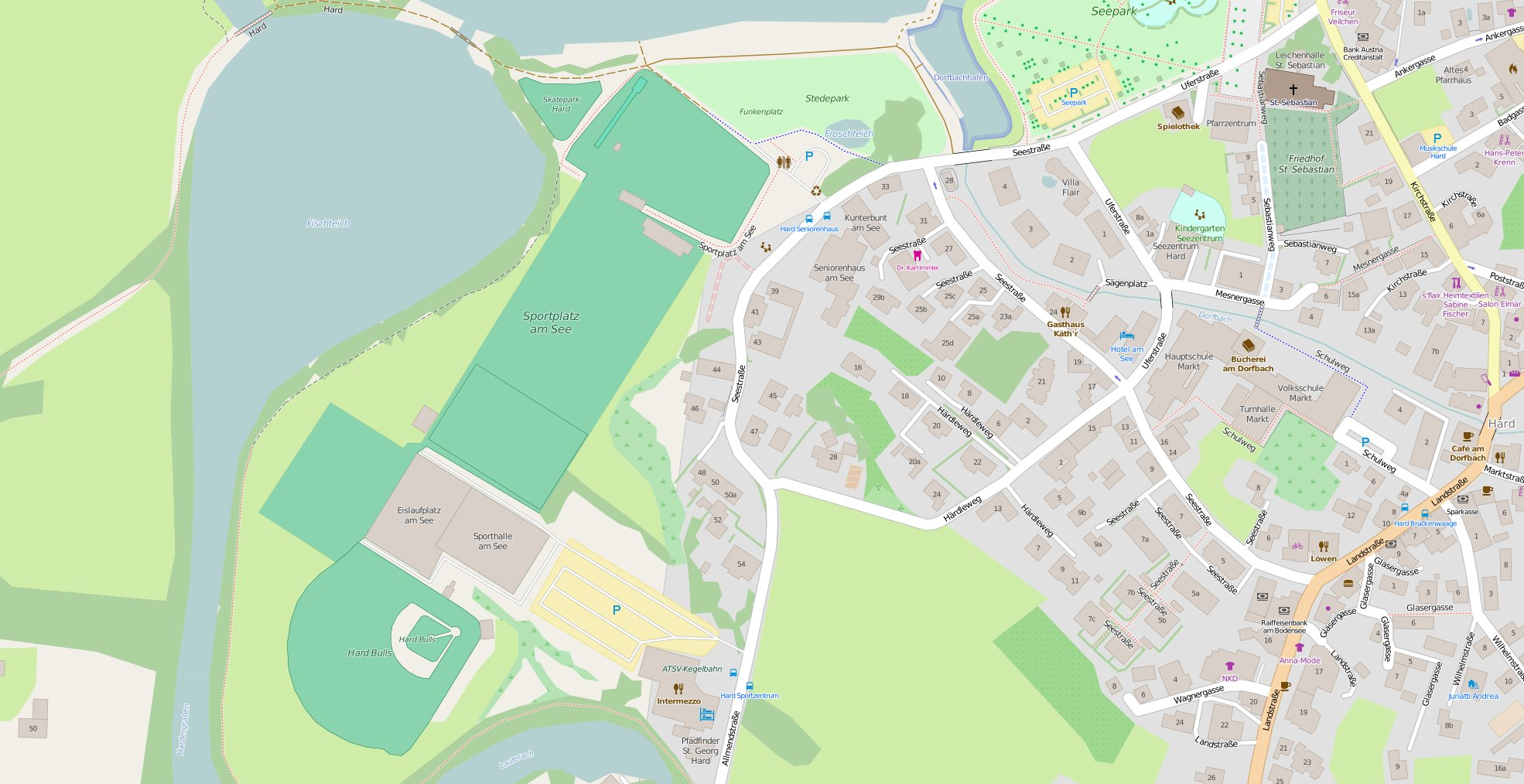
Karte der Sporthalle am See in Hard

### Programm und Zeitplan
| Datum            | Uhrzeit           | Wettkampf                                    |
| ---------------- | ----------------- | -------------------------------------------- |
| Sa., 25. Oktober | 8:30 – 9:45 Uhr   | Einturnen Juniorinnen 2                      |
| Sa., 25. Oktober | 9:00 – 9:45 Uhr   | KampfrichterInnen-Besprechung                |
| Sa., 25. Oktober | 10:00 – 10:10 Uhr | Eröffnung                                    |
| Sa., 25. Oktober | 10:15 – 11:35 Uhr | Wettkampf Juniorinnen 2                      |
| Sa., 25. Oktober | 10 min.           | Pause                                        |
| Sa., 25. Oktober | 11:45 – 13:10 Uhr | Wettkampf Juniorinnen 2                      |
| Sa., 25. Oktober | 13:10 – 13:55 Uhr | Pause                                        |
| Sa., 25. Oktober | 14:00 – 16:15 Uhr | Wettkampf Juniorinnen 1                      |
| Sa., 25. Oktober | 15 min.           | Pause                                        |
| Sa., 25. Oktober | 16:30 – 17:45 Uhr | Wettkampf Elite                              |
| Sa., 25. Oktober | 15 min.           | Pause                                        |
| Sa., 25. Oktober | 18:00 – 19:45 Uhr | Wettkampf Elite                              |
| Sa., 25. Oktober | 20:00 – 20:30 Uhr | Siegerehrung                                 |
| So., 26. Oktober | 8:30 – 09:45 Uhr  | Einturnen Finalistinnen Juniorinnen & Elite  |
| So., 26. Oktober | 9:00 – 9:45 Uhr   | KampfrichterInnen-Besprechung                |
| So., 26. Oktober | 10:00 – 10:10 Uhr | Vorstellung der Finalistinnen                |
| So., 26. Oktober | 10:15 – 11:30 Uhr | Wettkampf Juniorinnen & Elite Reifen u. Ball |
| So., 26. Oktober | 15 min.           | Pause                                        |
| So., 26. Oktober | 11:45 – 13:00 Uhr | Wettkampf Juniorinnen & Elite Keulen u. Band |
| So., 26. Oktober | 13:15 – 13:45 Uhr | Siegerehrung                                 |
| So., 26. Oktober | 14:00 Uhr         | Ende der Veranstaltung                       |

### Teilnehmerinnen
| 58 Teilnehmerinnen und 19 Teams aus 7 Bundesländern Teilnehmende Bundesländer mit Zahl der Aktiven (Teilnehmerinnen/Teams) | 58 Teilnehmerinnen und 19 Teams aus 7 Bundesländern Teilnehmende Bundesländer mit Zahl der Aktiven (Teilnehmerinnen/Teams) | 58 Teilnehmerinnen und 19 Teams aus 7 Bundesländern Teilnehmende Bundesländer mit Zahl der Aktiven (Teilnehmerinnen/Teams) |
| --- | --- | --- |
| - Niederösterreich (2/1) - Oberösterreich (6/2) - Salzburg (2/1)                                                           | - Steiermark (19/4) - Tirol (7/3) - Vorarlberg (10/4) - Wien (12/4)                                                        | |

### Mehrkampf

#### Elite
| Rang | Athletin                                   | Reifen | Ball   | Keulen | Band   | Gesamt |
| ---- | ------------------------------------------ | ------ | ------ | ------ | ------ | ------ |
| 1    | Nicol Ruprecht (VRG Wörgl)                 | 17.200 | 17.000 | 17.300 | 16.950 | 68.450 |
| 2    | Natascha Wegscheider (Allgemeiner TV Graz) | 16.250 | 16.050 | 16.200 | 16.350 | 68.450 |
| 3    | Vanessa Nachbaur (TS Satteins)             | 13.100 | 12.050 | 14.900 | 12.850 | 52.900 |
| 4    | Anastasiya Detkova (ÖTB Mariahilf)         | 12.400 | 13.100 | 12.150 | 13.200 | 50.850 |
| 5    | Nicole Weinl (TS Röthis)                   | 12.400 | 13.700 | 12.100 | 12.450 | 50.650 |
| 6    | Anna Sprinzl (VRG Wörgl)                   | 12.350 | 11.550 | 13.250 | 11.400 | 48.550 |
| 7    | Julia Meder (Allgemeiner TV Graz)          | 12.250 | 12.900 | 12.900 | 10.850 | 48.550 |
| 8    | Lena Vertacnik (Allgemeiner TV Graz)       | 8.800  | 12.200 | 11.850 | 13.350 | 46.200 |
| 9    | Lea Huber (VRG Wörgl)                      | 11.150 | 10.850 | 12.150 | 10.350 | 44.500 |
| 10   | Daniela Hohl (Allgemeiner TV Graz)         | 11.400 | 10.400 | 11.250 | 9.150  | 42.200 |
| 11   | Anna Hosp (Allgemeiner TV Graz)            | 11.000 | 10.800 | 11.650 | 7.250  | 40.700 |

| Rang | Athletin                                 | Reifen | Ball   | Keulen | Band  | Gesamt |
| ---- | ---------------------------------------- | ------ | ------ | ------ | ----- | ------ |
| 12   | Liliya Dimitrova (Allgemeiner TV Graz)   | 10.300 | 10.450 | 10.750 | 8.450 | 39.950 |
| 13   | Livia Meder (Allgemeiner TV Graz)        | 9.350  | 10.550 | 10.250 | 9.650 | 39.800 |
| 14   | Hana Pajazetovic (ÖTB Linz)              | 10.850 | 9.400  | 11.050 | 8.250 | 39.550 |
| 15   | Anna Mairoser (Innsbrucker TV)           | 10.100 | 9.350  | 10.150 | 9.400 | 39.000 |
| 16   | Melanie Arnold (Innsbrucker TV)          | 9.400  | 8.850  | 8.600  | 9.200 | 36.050 |
| 17   | Stefanie Fischer (Allgemeiner TV Graz)   | 8.750  | 9.500  | 8.500  | 8.300 | 35.050 |
| 18   | Kathrin Sattler (Sportunion West Wien)   | 8.000  | 8.550  | 8.300  | 7.800 | 32.650 |
| 19   | Nicole Buchegger (Sportunion Pettenbach) | 8.050  | 8.700  | 8.250  | 7.250 | 32.250 |
| 20   | Laura Hannl (Sportunion ADM Linz)        | 7.350  | 7.600  | 9.700  | 7.350 | 32.000 |
| 21   | Lena Hödl (WAT-ASKÖ Wien)                | 6.550  | 5.900  | 5.850  | 5.350 | 23.650 |

#### Juniorinnen I
| Rang | Athletin                              | Reifen | Ball   | Keulen | Band   | Gesamt |
| ---- | ------------------------------------- | ------ | ------ | ------ | ------ | ------ |
| 1    | Anika Nachbaur (TS Satteins)          | 13.500 | 12.800 | 13.550 | 12.150 | 52.000 |
| 2    | Noelle Breuss (TS Röthis)             | 13.950 | 11.650 | 14.050 | 11.900 | 51.550 |
| 3    | Katharina Platzer (SG Götzis)         | 9.650  | 10.400 | 10.750 | 10.750 | 41.550 |
| 4    | Laura Prantner (Sportunion Rauris)    | 11.050 | 9.800  | 10.300 | 9.500  | 40.650 |
| 5    | Julia Harlander (Allgemeiner TV Graz) | 9.450  | 10.050 | 10.100 | 9.600  | 39,200 |
| 6    | Katja Aguini (Allgemeiner TV Graz)    | 10.600 | 9.400  | 9.600  | 9.000  | 38.600 |
| 7    | Laura Safar (Sportunion West Wien)    | 9.550  | 8.450  | 10.050 | 9.600  | 37.650 |
| 8    | Anna Trabelsi (ATUS Korneuburg)       | 10.000 | 10.200 | 8.500  | 8.500  | 37.250 |

| Rang | Athletin                                  | Reifen | Ball  | Keulen | Band  | Gesamt |
| ---- | ----------------------------------------- | ------ | ----- | ------ | ----- | ------ |
| 9    | Carina Xanthopoulos (Sportunion ADM Linz) | 9.200  | 8.900 | 8.900  | 8.600 | 35.800 |
| 10   | Anna-Sophia Reitter (Innsbrucker TV)      | 9.500  | 8.750 | 8.950  | 7.950 | 35.150 |
| 11   | Nina Emmer (Allgemeiner TV Graz)          | 9.050  | 7.900 | 9.500  | 8.550 | 35.000 |
| 12   | Katharina Ribo (Allgemeiner TV Graz)      | 8.700  | 8.200 | 8.550  | 7.600 | 33.050 |
| 13   | Diana Cincera (ÖTB Mariahilf)             | 8.300  | 7.450 | 6.200  | 7.600 | 29.550 |
| 14   | Teresa Straka (Allgemeiner TV Graz)       | 6.050  | 8.300 | 7.550  | 7.650 | 29.550 |
| 15   | Anna Muzyukina (WAT-ASKÖ Wien)            | 7.850  | 6.650 | 6.700  | 6.800 | 28.000 |

#### Juniorinnen II
| Rang | Athletin                                   | Reifen | Ball   | Keulen | Band   | Gesamt |
| ---- | ------------------------------------------ | ------ | ------ | ------ | ------ | ------ |
| 1    | Anastasia Potemkina (ÖTB Mariahilf)        | 13.550 | 12.550 | 13.700 | 13.100 | 52.900 |
| 2    | Alina Wiener (SG Götzis)                   | 11.750 | 10.050 | 12.600 | 10.050 | 44.450 |
| 3    | Oksana Slavova (Sportunion West Wien)      | 10.450 | 10.750 | 11.600 | 8.250  | 41.050 |
| 4    | Lucy Probst (ATV Wiener Neustadt)          | 8.100  | 9.100  | 11.100 | 9.650  | 37.950 |
| 5    | Florentina Marchart (Sportunion West Wien) | 9.550  | 8.950  | 10.150 | 8.550  | 37.200 |
| 6    | Leonie Konzett (TS Röthis)                 | 9.800  | 9.600  | 9.250  | 7.750  | 36.400 |
| 7    | Klara Welzig (TS Hohenems)                 | 8.800  | 9.500  | 10.150 | 7.700  | 36.150 |
| 8    | Gloria Both (TS Dornbirn)                  | 9.550  | 8.800  | 9.550  | 7.900  | 35.800 |
| 9    | Naoko Sakurai (Sportunion West Wien)       | 9.550  | 8.500  | 9.100  | 7.750  | 34.900 |

| Rang | Athletin                                   | Reifen | Ball  | Keulen | Band  | Gesamt |
| ---- | ------------------------------------------ | ------ | ----- | ------ | ----- | ------ |
| 10   | Draginja Savic (Innsbrucker TV)            | 8.050  | 8.100 | 8.450  | 7.950 | 32.550 |
| 11   | Leona Marchart (Sportunion West Wien)      | 8.900  | 7.000 | 8.150  | 7.650 | 31.700 |
| 12   | Verena Amering (Sportunion Pettenbach)     | 9.450  | 7.400 | 8.200  | 6.550 | 31.600 |
| 13   | Hannah Lopicic (Allgemeiner TV Graz)       | 7.400  | 7.700 | 7.800  | 8.000 | 30.900 |
| 14   | Zana Haxhija (Allgemeiner TV Graz)         | 7.900  | 7.950 | 8.100  | 6.900 | 30.850 |
| 15   | Nina Kroitzsch (Allgemeiner TV Graz)       | 7.700  | 7.650 | 8.100  | 7.250 | 30.700 |
| 16   | Serena Pucher (Allgemeiner TV Graz)        | 8.600  | 7.250 | 7.550  | 7.000 | 30.400 |
| 17   | Katarina Radic (TS Hohenems)               | 6.550  | 6.550 | 8.700  | 6.850 | 28.650 |
| 18   | Johanna Schimanofsky (Allgemeiner TV Graz) | 6.350  | 6.800 | 7.050  | 5.700 | 25.900 |

### Gerätefinals

#### Elite
| Rang | Athletin                                   | Punkte |
| ---- | ------------------------------------------ | ------ |
| 1    | Nicol Ruprecht (VRG Wörgl)                 | 17.300 |
| 2    | Natascha Wegscheider (Allgemeiner TV Graz) | 16.200 |
| 3.   | Anastasiya Detkova (ÖTB Mariahilf)         | 13.250 |
| 4    | Anna Sprinzl (VRG Wörgl)                   | 12.000 |
| 5    | Lea Huber (VRG Wörgl)                      | 11.700 |
| 6    | Nicole Weinl (TS Röthis)                   | 11.250 |
| 7    | Daniela Hohl (Allgemeiner TV Graz)         | 10.900 |
| 8    | Julia Meder (Allgemeiner TV Graz)          | 9.100  |

| Rang | Athletin                                   | Punkte |
| ---- | ------------------------------------------ | ------ |
| 1    | Nicol Ruprecht (VRG Wörgl)                 | 17.100 |
| 2    | Natascha Wegscheider (Allgemeiner TV Graz) | 16.100 |
| 3    | Anastasiya Detkova (ÖTB Mariahilf)         | 13.200 |
| 4    | Nicole Weinl (TS Röthis)                   | 12.750 |
| 5    | Julia Meder (Allgemeiner TV Graz)          | 12.300 |
| 6    | Lea Huber (VRG Wörgl)                      | 11.650 |
| 7    | Anna Sprinzl (VRG Wörgl)                   | 11.400 |
| 8    | Lena Vertacnik (Allgemeiner TV Graz)       | 11.100 |

| Rang | Athletin                                   | Punkte |
| ---- | ------------------------------------------ | ------ |
| 1    | Nicol Ruprecht (VRG Wörgl)                 | 17.050 |
| 2    | Natascha Wegscheider (Allgemeiner TV Graz) | 15.950 |
| 3    | Anastasiya Detkova (ÖTB Mariahilf)         | 13.500 |
| 4    | Julia Meder (Allgemeiner TV Graz)          | 12.900 |
| 5    | Nicole Weinl (TS Röthis)                   | 12.500 |
| 6    | Anna Sprinzl (VRG Wörgl)                   | 12.250 |
| 7    | Lena Vertacnik (Allgemeiner TV Graz)       | 11.700 |
| 8    | Lea Huber (VRG Wörgl)                      | 11.500 |

| Rang | Athletin                                   | Punkte |
| ---- | ------------------------------------------ | ------ |
| 1    | Nicol Ruprecht (VRG Wörgl)                 | 17.250 |
| 2    | Natascha Wegscheider (Allgemeiner TV Graz) | 15.300 |
| 3    | Nicole Weinl (TS Röthis)                   | 13.550 |
| 4    | Anastasiya Detkova (ÖTB Mariahilf)         | 13.250 |
| 5    | Lena Vertacnik (Allgemeiner TV Graz)       | 13.100 |
| 6    | Julia Meder (Allgemeiner TV Graz)          | 12.300 |
| 7    | Anna Sprinzl (VRG Wörgl)                   | 11.750 |
| 8    | Lea Huber (VRG Wörgl)                      | 10.650 |

#### Juniorinnen
| Rang | Athletin                              | Punkte |
| ---- | ------------------------------------- | ------ |
| 1    | Noelle Breuss (TS Röthis)             | 14.300 |
| 2    | Anastasia Potemkina (ÖTB Mariahilf)   | 13.950 |
| 3.   | Anika Nachbaur (TS Satteins)          | 13.650 |
| 4    | Alina Wiener (SG Götzis)              | 11.800 |
| 5    | Oksana Slavova (Sportunion West Wien) | 11.250 |
| 6    | Anna Trabelsi (ATUS Korneuburg)       | 11.000 |
| 7    | Laura Prantner (Sportunion Rauris)    | 10.900 |
| 8    | Katja Aguini (Allgemeiner TV Graz)    | 9.550  |

| Rang | Athletin                              | Punkte |
| ---- | ------------------------------------- | ------ |
| 1    | Anastasia Potemkina (ÖTB Mariahilf)   | 14.350 |
| 2    | Noelle Breuss (TS Röthis)             | 13.750 |
| 3.   | Anika Nachbaur (TS Satteins)          | 12.850 |
| 4    | Alina Wiener (SG Götzis)              | 11.750 |
| 5    | Oksana Slavova (Sportunion West Wien) | 11.450 |
| 6    | Katharina Platzer (SG Götzis)         | 11.050 |
| 7    | Anna Trabelsi (ATUS Korneuburg)       | 10.350 |
| 8    | Julia Harlander (Allgemeiner TV Graz) | 9.600  |

| Rang | Athletin                              | Punkte |
| ---- | ------------------------------------- | ------ |
| 1    | Noelle Breuss (TS Röthis)             | 12.550 |
| 2    | Anika Nachbaur (TS Satteins)          | 12.300 |
| 3.   | Oksana Slavova (Sportunion West Wien) | 11.500 |
|      | Alina Wiener (SG Götzis)              | 11.500 |
| 5    | Anastasia Potemkina (ÖTB Mariahilf)   | 11.450 |
| 6    | Lucy Probst (ÖTB Mariahilf)           | 10.100 |
| 7    | Katharina Platzer (SG Götzis)         | 10.050 |
| 8    | Laura Prantner (Sportunion Rauris)    | 9.500  |

| Rang | Athletin                              | Punkte |
| ---- | ------------------------------------- | ------ |
| 1    | Noelle Breuss (TS Röthis)             | 12.750 |
| 2    | Anastasia Potemkina (ÖTB Mariahilf)   | 11.700 |
| 3.   | Anika Nachbaur (TS Satteins)          | 11.350 |
| 4    | Alina Wiener (SG Götzis)              | 10.350 |
| 5    | Katharina Platzer (SG Götzis)         | 10.000 |
| 6    | Lucy Probst (ÖTB Mariahilf)           | 9.700  |
| 7    | Julia Harlander (Allgemeiner TV Graz) | 9.250  |
| 8    | Laura Safar (Sportunion West Wien)    | 8.950  |

### Team

#### Elite
| Rang | Team                                        | Athletin                              | Punkte  |
| ---- | ------------------------------------------- | ------------------------------------- | ------- |
| 1    | LV Tirol I                                  | Lea Huber Nicol Ruprecht Anna Sprinzl | 114.700 |
| 2    | LV Steiermark I                             | Julia Meder Lena Vertacnik            | 112.700 |
| 3.   | Vorarlberger TS                             | Vanessa Nachbaur Nicole Weinl         | 103.550 |
| 4    | Wiener Fachverband für Turnen               | Anastasiya Detkova Kathrin Sattler    | 83.500  |
| 5    | LV Steiermark II                            | Daniela Hohl Anna Hosp                | 83.000  |
| 6    | LV Tirol II                                 | Melanie Arnold Anna Mairoser          | 75.050  |
| 7    | Oberösterreichischer Fachverband für Turnen | Laura Hannl Hana Pajazetovic          | 71.550  |

#### Juniorinnen I
| Rang | Team                                        | Athletin                                       | Punkte  |
| ---- | ------------------------------------------- | ---------------------------------------------- | ------- |
| 1    | Vorarlberger TS I                           | Noelle Breuss Anika Nachbaur Katharina Platzer | 102.150 |
| 2    | Wiener Fachverband für Turnen III           | Diana Cincera Anastasia Potemkina              | 82.450  |
| 3.   | Vorarlberger TS II                          | Klara Welzig Alina Wiener                      | 80.600  |
| 4    | Wiener Fachverband für Turnen I             | Laura Safar Oksana Slavova                     | 78.700  |
| 5    | LV Steiermark I                             | Katja Aguini Nina Emmer Julia Harlander        | 75.900  |
| 6    | LV Niederösterreich                         | Lucy Probst Anna Trabelsi                      | 75.200  |
| 7    | Wiener Fachverband für Turnen II            | Florentina Marchart Leona Marchart             | 71.350  |
| 8    | Vorarlberger TS III                         | Gloria Both Leonie Konzett Katarina Radic      | 69.150  |
| 9    | LV Tirol                                    | Anna-Sophia Reitter Draginja Savic             | 67.700  |
| 10   | Oberösterreichischer Fachverband für Turnen | Verena Amering Carina Xanthopoulos             | 67.400  |
| 11   | LV Steiermark II                            | Katharina Ribo Teresa Straka                   | 62,600  |

## Gruppe

### Programm und Zeitplan
| Datum             | Uhrzeit           | Wettkampf                                          |
| ----------------- | ----------------- | -------------------------------------------------- |
| Sa., 29. November | 8:30 – 10:50 Uhr  | Einturnen Jugend A, B, C (Wettkampffläche)         |
| Sa., 29. November | 10:00 – 10:50 Uhr | KampfrichterInnen-Besprechung                      |
| Sa., 29. November | 11:00 – 11:15 Uhr | Eröffnung                                          |
| Sa., 29. November | 11:15 – 11:35 Uhr | Wettkampf Jugend C                                 |
| Sa., 29. November | 10 min.           | Pause                                              |
| Sa., 29. November | 11:45 – 12:10 Uhr | Wettkampf Jugend B                                 |
| Sa., 29. November | 10 min.           | Pause                                              |
| Sa., 29. November | 12:20 – 12:40 Uhr | Wettkampf Jugend A                                 |
| Sa., 29. November | 12:40 – 13:45 Uhr | Einturnen Juniorinnen & Elite (Wettkampffläche)    |
| Sa., 29. November | 13:45 – 14:00 Uhr | Wettkampf Elite 1. Durchgang 5                     |
| Sa., 29. November | 5 min.            | Pause                                              |
| Sa., 29. November | 14:05 – 14:25 Uhr | Wettkampf Juniorinnen                              |
| Sa., 29. November | 5 min.            | Pause                                              |
| Sa., 29. November | 14:30 – 14:50 Uhr | Elite 2. Durchgang 3 2                             |
| Sa., 29. November | 15:15 – 15:45 Uhr | Siegerehrung                                       |
| Sa., 29. November | 16:00 Uhr         | Ende der Veranstaltung                             |
| Sa., 29. November | 18:00 – 22:00 Uhr | Fachwarte-Tagung Hotel Kaiserrast (laut Einladung) |

### Teams
| 31 Teams aus 7 Bundesländern Teilnehmende Bundesländer mit Zahl der Aktiven | 31 Teams aus 7 Bundesländern Teilnehmende Bundesländer mit Zahl der Aktiven | 31 Teams aus 7 Bundesländern Teilnehmende Bundesländer mit Zahl der Aktiven |
| --------------------------------------------------------------------------- | --------------------------------------------------------------------------- | --------------------------------------------------------------------------- |
| - Niederösterreich (3) - Oberösterreich (4) - Salzburg (3)                  | - Steiermark (10) - Tirol (4) - Vorarlberg (6) - Wien (1)                   |                                                                             |

### Elite
| Rang | Gruppen                               | 5      | 3 2    | Gesamt |
| ---- | ------------------------------------- | ------ | ------ | ------ |
| 1    | Allgemeiner Turnverein Graz           | 10.600 | 11.483 | 22.083 |
| 2    | Landesfachverband für Turnen in Tirol | 8.800  | 11.050 | 19.850 |
| 3    | Gymnastiksport Union Graz             | 9.067  | 9.233  | 18.300 |
| 4    | Sportunion ADM Linz                   | 7.583  | 7.717  | 15.300 |

### Juniorinnen
| Rang | Gruppen                                       | 5      |
| ---- | --------------------------------------------- | ------ |
| 1    | Vorarlberger Turnerschaft                     | 12.067 |
| 2    | Niederösterreichischer Fachverband für Turnen | 11.033 |
| 3    | Sportunion West-Wien                          | 10.917 |
| 4    | Allgemeiner Turnverein Graz I                 | 9.683  |
| 5    | Allgemeiner Turnverein Graz II                | 8.233  |
| 6    | Sportunion ADM Linz                           | 7.250  |

### Jugend A
| Rang | Gruppen                      | 5      |
| ---- | ---------------------------- | ------ |
| 1    | Landesturnverband Steiermark | 11.583 |
| 2    | Allgemeiner Turnverein Graz  | 9.100  |
| 3    | Vorarlberger Turnerschaft    | 9.400  |
| 4    | TGU Salzburg                 | 8.567  |
| 5    | Gymnastiksport Union Graz    | 7.750  |

### Jugend B
| Rang | Gruppen                                       | 5      |
| ---- | --------------------------------------------- | ------ |
| 1    | Allgemeiner Turnverein Graz                   | 10.000 |
| 2    | Vorarlberger Turnerschaft I                   | 9.100  |
| 3    | Landesfachverband für Turnen in Tirol         | 8.833  |
| 4    | Niederösterreichischer Fachverband für Turnen | 8.733  |
| 5    | Sportunion Rauris                             | 7.550  |
| 6    | Vorarlberger Turnerschaft II                  | 7.483  |
| 7    | Sportunion ADM Linz                           | 7.300  |

### Jugend C
| Rang | Gruppen                               | ohne Handgerät |
| ---- | ------------------------------------- | -------------- |
| 1    | ATUS Korneuburg                       | 9.800          |
| 2    | Allgemeiner Turnverein Graz           | 9.167          |
| 3    | Landesfachverband für Turnen in Tirol | 8.867          |
| 4    | Vorarlberger Turnerschaft             | 8.417          |
| 5    | Sportunion Rauris                     | 7.733          |
| 6    | Gymnastiksport Union Graz             | 7.367          |